# 6843 Heremon
6843 Heremon eller 1975 TC6 är en asteroid i huvudbältet som upptäcktes den 9 oktober 1975 av den amerikanska astronomen John-Derral Mulholland vid McDonald-observatoriet. Den är uppkallad efter Érimón.
Asteroiden har en diameter på ungefär 5 kilometer.